# FX-502P
FX-502Pシリーズ（FX-501P および FX-502P）は、プログラム関数電卓であり、カシオ計算機により1978年から製造された。後継機種は、FX-602Pシリーズである。

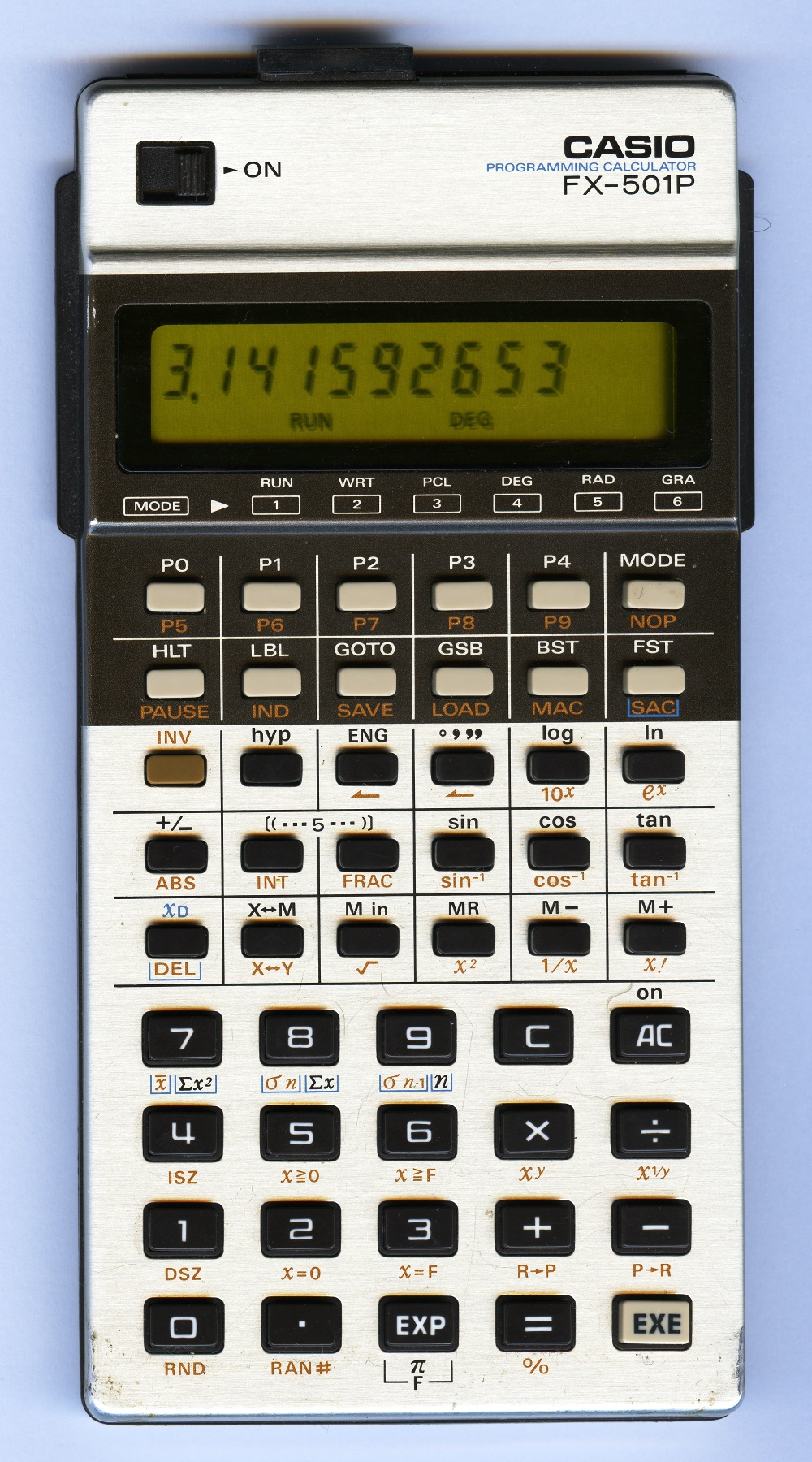
FX-501P

## 計算式の入力
FX-502Pシリーズは、当時先端であった書式通り入力 (algebraic logic)を採用している。

## 表示
FX-502Pシリーズは、10桁1列の7セグメント液晶のメイン表示と、指数表示およびプログラム入力やデバッグ時のステップ表示を行う3桁の7セグメント表示部をもつ。この表示部は紫外線による損傷防止用に黄色フィルターで覆われている。

## プログラミング
プログラムモードはキーを押した順番を記憶するキーストローク記憶方式であり、実行時はそれを再実行する。記憶時、複数のキー押下が一つのプログラムステップとして記憶される。すべての演算は一つのプログラムステップに対応される。
FX-501Pは128プログラムステップと11メモリを記憶でき、FX-502Pは倍の256プログラムステップと22メモリをもつ。
条件ジャンプ、無条件ジャンプ、サブルーチン分岐機能を有し、P0からP9をプログラム、サブルーチン用ラベルとして使える。それぞれのプログラム、サブルーチンは、LBL0からLBL9の10個のローカルラベルをジャンプや分岐用のラベルとして使用できる。
また、メモリアクセスとジャンプに対して間接アドレッシングが使え、チューリング完全といえる。
FX-502Pシリーズは7セグメント表示のみであるため、それぞれのプログラムステップは、0 - 9とC、E、F、Pを組み合わせた2桁のコードで表示される。このため、これらのコードとプログラムコマンドの対応を表示したキーボード用オーバーレイシートが付属する。

### サンプルプログラム
このプログラムは、2から69の指定した整数の階乗を計算するもので、5の階乗ならば、5 P0 と入力すると120を表示する。このプログラムはメモリ9バイト分となる。
| Key-code      | Display-code | Comment                                                 |
| ------------- | ------------ | ------------------------------------------------------- |
| P0            | P0           | P0 でプログラムを起動させる                             |
| Min0          | C6 00        | レジスタ0に値を入力                                     |
| 1             | 01           | 1から開始                                               |
| LBL0          | F0 00        | ループ用ラベル                                          |
| *             | E1           | 乗算                                                    |
| MR0           | C7 00        | レジスタ0の値を呼び出し                                 |
| INV DSZ GOTO0 | FF 01 F1 00  | レジスタ0の値から1を引き、0になるまでLBL0にジャンプする |
| =             | E5           | 終了。 n! の計算結果が表示される                        |

## インターフェイス
FX-502Pシリーズは、オプションのテープレコーダー用アダプター FA-1を用いてプログラム、データをカンサスシティスタンダード仕様でコンパクトカセットに保存できる。また、本計算機をFA-1に接続することで、本計算機のボタンを押すとFA-1から音楽を奏でることができるようになる。音楽をプログラミングして、カセットに保存できる。FX-502PとFA-1を用いて製作された曲がクラフトワークの『電卓』（1981年）である。

## External links
- FX-501P and FX-502P on RS-Key maintained by Viktor Toth.
- casio fx-501p and casio fx-502p on Voidware
- FX-502p Simulator